# كنيسة العرس في قانا
كنيسة القديس برثولماوس الرسول أو الكنيسة العُرس، هو الاسم الذي يُطلق على مبنى ديني تابع للكنيسة الرومانية الكاثوليكية وتقع في الجزء الأوسط في الحي المسيحي في بلدة كفر كنا، في الجليل الأسفل في شمال إسرائيل. الكنيسة مخصصة لطقوس الزفاف. وتستمد الكنيسة إسمها من الحدث المذكور في إنجيل يوحنا، ويعد حدث عرس قانا الجليل في الدين المسيحي أولى معجزات يسوع الناصري، حيث وفقاً لرواية الإنجيل قام يسوع بتحويل الماء إلى خمر خلال مناسبة زواج في قرية قانا. في رواية الإنجيل، دعي يسوع وأمه مريم وتلاميذه إلى حفل زفاف، وعندما نفد النبيذ، قام يسوع بمعجزة تحويل الماء إلى خمر.
تعود ملكية الكنيسة إلى حراسة الأراضي المقدسة، وهي جزء من النظام الفرنسيسكاني في الكنيسة الكاثوليكية. وبنيت الكنيسة الحالية في عام 1881، وتوسعت بين عام 1897 وعام 1905، بعد الجهود التي بذلها الفرنسيسكان للحصول على الموقع بين عام 1641 وعام 1879، عند اكتمال الإستحواذ. وأشارت الحفريات الأثرية في القرن العشرين إلى أنه قبل بناء الكنيسة الحالي، كان الموقع يضم كنيس يهوديًا يعود إلى القرن الرابع والقرن الخامس، وتضم مقابر تعود إلى حقبة الإمبراطورية البيزنطية في القرن الخامس والقرن السادس. في عام 1901 تم بناء الواجهة الحالية، وفي 30 سبتمبر من عام 1906، قام الأسقف أنجيلو رونكلي بتكريس المذبح. في عام 1990، بدأت حراسة الأرض المقدسة أعمال تجديدية واسعة للكنيسة. واكتمل التجديد الكامل للكنيسة في عام 1999.